# Diplomate of the European College
Diplomate of the European College ist eine in Europa standardisierte Form der postgradualen Spezialistenausbildung und Prüfung in der Veterinärmedizin. 

## Organisation
Der Diplomate-Titel wird von Colleges, virtuelle Zusammenschlüsse von Spezialisten des jeweiligen Fachgebietes aus der ganzen EU, verliehen. Sie legen eine Satzung fest, in der auch festgelegt wird, wer Mitglied werden kann. Die Anerkennung der einzelnen Colleges erfolgt durch eine nichtkommerzielle Organisation, dem European Board for Veterinary Spezialisation (EBVS) mit Sitz in Utrecht. Diese erteilt zunächst eine vorläufige Anerkennung, nach frühestens 5 Jahren die vollständige Anerkennung. Alle 5 Jahre werden die Colleges vom EBVS evaluiert. Vorbild war das American Board of Veterinary Specialties der American Veterinary Medical Association.
Voraussetzung für die Aufnahme ist die staatliche Zulassung zur Ausübung des tierärztlichen Berufs im jeweiligen Land. Der Kandidat muss anschließend eine 2,5–3-jährige Vollzeitanstellung oder bis zu 7-jährige Teilzeitanstellung bei einem bereits Diplomate des entsprechenden Fachgebiets absolvieren. Während der Spezialisierung muss eine wissenschaftliche Arbeit in einem peer-reviewed Fachjournal publiziert werden. Am Ende der Ausbildung findet eine mehrtägige zentrale Prüfung statt. Ein Diplomate muss sich alle 5 Jahre reevaluieren lassen.
Der Diplomate wird mittlerweile für 23 Fachgebiete verliehen, 13 davon sind vollständig durch das EBVS anerkannt. Der erste Weiterbildungsgang wurde in der Veterinärchirurgie (Diplomate of the European College of Veterinary Surgery, Dipl. ECVS) etabliert. Er wurde bereits 1991 gegründet und ist seit 2000 vollständig anerkannt.

## Anerkannte Colleges
| College                                                                | Abkürzung | Fachgebiet                                                                          | Gründungsjahr | Anerkennung |
| ---------------------------------------------------------------------- | --------- | ----------------------------------------------------------------------------------- | ------------- | ----------- |
| European College of Veterinary Surgery                                 | ECVS      | Chirurgie                                                                           | 1991          | 2000        |
| European College of Veterinary Dermatology                             | ECVD      | Dermatologie                                                                        | 1992          | 2006        |
| European College of Veterinary Ophthalmology                           | ECVO      | Augenheilkunde                                                                      | 1992          | 2003        |
| European College of Zoological Medicine                                | ECZM      | verschiedene Specialties: Vögel, Reptilien, Kleinsäuger, Wildlife Population Health | 2009          | prov.       |
| European College of Veterinary Neurology                               | ECVN      | Neurologie                                                                          | 1993          | 2002        |
| European College of Veterinary Anaethesia and Analgesia                | ECVAA     | Anästhesiologie                                                                     | 1994          | 2003        |
| European College of Veterinary Diagnostik Imaging                      | ECVDI     | Bildgebende Verfahren                                                               | 1994          | 2002        |
| European College of Veterinary Internal Medicine - Companion Animals   | ECVIM-CA  | Innere Medizin Kleintiere                                                           | 1994          | 2002        |
| European College of Equine Internal Medicine                           | ECEIM     | Innere Medizin der Pferde                                                           | 2002          | prov.       |
| European College of Veterinary Pathology                               | ECVP      | Pathologie                                                                          | 1995          | 2007        |
| European College of Animal Reproduction                                | ECAR      | Reproduktionsmedizin                                                                | 1998          | 2004        |
| European College of Veterinary Laboratory Animal Medizin               | ECLAM     | Versuchstiermedizin                                                                 | 2000          | 2008        |
| European College of Veterinary Clinical Pathology                      | ECVCP     | Klinische Pathologie                                                                | 2002          | 2007        |
| European College of Veterinary Pharmacology and Toxicology             | ECVPT     | Pharmakologie und Toxikologie                                                       | 1997          | prov.       |
| European Veterinary Dentistry College                                  | EVDC      | Zahnmedizin                                                                         | 1998          | prov.       |
| European College of Veterinary Comparative Nutrition                   | ECVCN     | Tierernährung                                                                       | 1999          | prov.       |
| European College of Veterinary Public Health                           | ECVPH     | Öffentliches Veterinärwesen                                                         | 2000          | prov.       |
| European College of Veterinary Behavioral Medicine - Companion Animals | ECVBM-CA  | Verhaltensmedizin Kleintiere                                                        | 2002          | prov.       |
| European College of Bovine Health Management                           | ECBHM     | Gesundheitsmanagement Rinder                                                        | 2003          | 2010        |
| European Veterinary Parasitology College                               | EVPC      | Parasitologie                                                                       | 2003          | prov.       |
| European College of Porcine Health Management                          | ECPHM     | Gesundheitsmanagement Schweine                                                      | 2004          | prov.       |
| European College of Poultry Veterinary Science                         | ECPVS     | Geflügel                                                                            | 2008          | prov.       |
| European College of Small Rumninat Health Management                   | ECSRHM    | Gesundheitsmanagement kleine Wiederkäuer                                            | 2008          | prov.       |

## Diplomate und nationale Spezialisierungen
Der erfolgreiche Erwerb des Diplomate-Titels berechtigt in einigen europäischen Ländern (Dänemark, Belgien) auch zur Führung der nationalen Weiterbildungsbezeichnung. In anderen Ländern kann diese auf Antrag zuerkannt werden, in Deutschland nur im Bereich einiger Tierärztekammern. Die Niederlande und das Vereinigte Königreich haben ihre nationalen Weiterbildungsgänge bereits in den Fachgebieten abgeschafft, für die es ein College gibt.